# Heterophana dorsopunctata
Heterophana dorsopunctata är en skalbaggsart som beskrevs av Leon Fairmaire 1901. Heterophana dorsopunctata ingår i släktet Heterophana och familjen Cetoniidae. Inga underarter finns listade i Catalogue of Life.